# Клопка за Кена
Клопка за Кена је 27. епизода стрип серијала Кен Паркер објављена у Лунов магнус стрипу бр. 527. Објавио ју је Дневник из Новог Сада у децембру 1982. године. Имала је 94 стране и коштала 23 динара. Епизоду је нацртао Ђорђо Тревисан, а сценарио је написао Ђанкарло Берарди. Насловна страница је оригинална насловница коју је нацртао Иво Милацо за епизоду La terre bianche (LMS-454).

## Оригинална епизода
Оригинална епизода објављена је у фебруару 1980. године под насловом C’era una volta (Било једном). Издавач је била италијанска кућа Cepim. Коштала је 500 лира и имала 96 страна.

## Кратак садржај
Кен је на путу да посети своју породицу у Буфалу (Вајоминг). У близини градића Биг Тимбер (Монтана), Кен наилази на породицу путујућег мађионичара Хермеса, коју чине брачни пар, двоје деце и женин отац. Трупа путује у Биг Тимбер да тамо изведе представу. Најстарији међу њима, деда Езра, је клептоман, који Кену краде новчаник и сва документа из њега.
Кен и породица одвојено крећу према градићу. Сутра ујутру сазнају да је у току ноћи непознати лопов опљачкао продавницу и однео преко 3.000 $. Локални шериф оптужује Кена (који није имао при себи документе да докаже да је војни извиђач), који завршава у затвору. Хермес покушава да помогне Кену трагајући за правим кривцем. Хермес спроводи личну истрагу и за време представе доказује да је власник радње сам исценирао пљачку.

## Старост и напуштање
И у овој епизоди појављује се тема старости и начина на који она утиче на људе. (за раније примере види ЛМС-449, 460 и 500). Деда Езра је клептоман, чиме вероватно покушава да скрене пажњу на себе, јер верује да је бескористан у мађионичарској трупи. Када дође у Биг Тимбер, Езра среће старију госпођу у коју се заљубљује и остаје с њом да живи, напуштајући ћерку, зета и унуке.